# Thomas Dyer

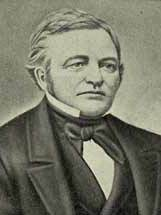
Thomas Dyer

Thomas Dyer (* 13. Januar 1805 in Canton, Connecticut; † 6. Juni 1862 in Middletown, Connecticut) war ein US-amerikanischer Politiker. In den Jahren 1856 und 1857 war er Bürgermeister der Stadt Chicago.

## Werdegang
Thomas Dyer war der Sohn eines amerikanischen Offiziers aus der Zeit des Unabhängigkeitskrieges. Er arbeitete zunächst im allgemeinen Handel. Danach war er mit dem Verpacken und Liefern von Getreide befasst. Er kam zu einem nicht überlieferten Zeitpunkt nach Chicago und wurde Mitglied der Demokratischen Partei. Zweimal nahm er als Delegierter an den Democratic National Conventions teil. Überdies war er Gründungspräsident der Terminbörse Chicago Board of Trade.
1856 wurde Dyer für ein Jahr zum Bürgermeister der Stadt Chicago gewählt. Dieses Amt bekleidete er zwischen 1856 und 1857. Seine Amtszeit verlief ohne nennenswerte Ereignisse. Danach ist er politisch nicht mehr in Erscheinung getreten. Er starb am 6. Juni 1862 in Middletown.